# Новица Урошевић
Новица Урошевић (Дрмно, 5. мај 1945 — Београд, 11. новембар 2009) био је српски композитор и певач народне музике. Био је познат и као Ујка Ноле. Компоновао је многе велике хитове народне музике: Последњи боем, Једна прича о нама, Не може нам нико ништа, Свако тражи нову љубав, Казни ме, казни, Суморно јутро, Не враћам се старим љубавима, Да ти гужвам постељу и многе друге.

## Музичка каријера
Новица Урошевић је рођен 1945. године у селу Дрмно код Пожаревца. Прву плочу Две црвене руже објавио је за Дискос 1969. године. Као певач, снимио је четрнаест сингл-плоча и пет албума. Најпознатије песме у његовом извођењу су: Где си живот потрошио, Устај, сине, зора је, Мој друг и ја... Компоновао је многе хитове народне музике, а неки од певача са којима је сарађивао су: Шабан Шаулић, Митар Мирић, Зорица Брунцлик, Драгана Мирковић, Јашар и Ипче Ахмедовски, Шеки Турковић, Јасмин Мухаремовић, Недељко Бајић Баја... Крајем осамдесетих био је један од најтиражнијих композитора. Плоче, касете и цд-ови са његовим песмама продати су неколико десетина милиона примерака.
Урошевић је преминуо 11. новембра 2009. године у Београду. Крајем 2014. године у родном селу Дрмно, откривена је његова биста испред сеоског Дома културе.

## Стваралаштво
- Митар Мирић: Последња страница, Не може нам нико ништа, Нешто ме у немир тера, У свануће не идем до куће, Нашао сам праву, Живела љубав, Не дирај човека за столом, Довиђења, друштво старо, Добро јутро, рекох зори, Растаје се моја генерација, Зашто мучиш погрешног човека, Кад би јастук умео да прича, Ако умрем да ми жао није, Душа од човека, Малолетница
- Драгана Мирковић: Умиљато око моје, Заљубила се девојчица једна, Чудан неки мали, Исплели смо венац љубави, Не враћам се старим љубавима, Поред мене дочекаћеш стоту, Имам дечка немирног
- Зорица Брунцлик: Венац љубави, Дошао је човек прави, Ћути, ја те молим, Живот си ми однео са собом, Понекад срећа окрене леђа, Једна љубав не постоји више, Плава љубичица, Ми смо некад били стари знанци
- Ипче Ахмедовски: Да ти гужвам постељу, Чинио сам чуда, Ја те волим, он те има, Име твоје, а презиме моје, Кад нестанем једног дана, Продај сузе другима, Очи црне, очи плаве, Волесмо се само једно лето, Оче, оче, Сад смо један један.
- Јашар Ахмедовски: Жена моје младости, Нећу те за једну ноћ, Забранићу сузама, Око, црно око, Ти си једина, Волећу те, волети до смрти, Ко то тамо пева, Зароби ме, На слатким мукама, Лудуј сине, само нек си жив
- Мирослав Илић: Тако ми недостајеш, Није смела погрешити
- Ангел Димов: Једна прича о нама
- Лепа Лукић: Нас не могу посвађати, За тебе више нисам ту, Преварих се, срце дадох, Живим сама
- Вида Павловић: Свако тражи нову љубав
- Шабан Шаулић: Мој животе, друг ми ниси био
- Љуба Аличић: Суморно јутро, Волели смо исто вино, исту жену
- Шериф Коњевић: Имаш ли мало љубави за мене, Бела венчаница, Наћи ћу је по мирису косе
- Јасмин Мухаремовић: Девет дана љубимо се, Маче моје лажљиво, Први момак, Немам, немам среће, Ја сам тај, Ко те превари, па се ожени
- Шеки Турковић: Последњи боем, Ти у себи имаш нешто, Ожењени љубе боље од момака, Дај да нешто попијемо
- Ћана: Помози ми, Надам ти се, Све је моје тамо, Имам доказ, Има, има стила
- Недељко Бајић Баја: Гинем, гинем, Врати ме у живот, Кад би људи били људи, Бела ружо, црна ружо, Љубоморци
- Весна Змијанац: Казни ме, казни, Не иде то
- Снежана Ђуришић: Помоли се за моју срећу
- Вера Матовић: Хајде да се будимо у двоје, Ја знам лек за остављене, Има нешто сумњиво, Доста сам те мазила
- Нада Топчагић: Помози ми
- Мирјана Бајрактаревић: Ноћас једној жени лако није
- Кемал Маловчић: Није мени што се друштво жени
- Бора Спужић Квака: Од ноћас смо као браћа
- Новица Урошевић: Где си живот потрошио, Устај, сине, зора је, Уморан је стари Цига.

## Дискографија
Синглови
- 1968 Две црвене руже
- 1971 Нема среће без тебе
- 1971 Ти си лепа
- 1973 Ко је он, шта је он
- 1973 Растанак без суза
- 1974 Ко ће лудом срцу да докаже
- 1974 Како да преживим најтужнији дан
- 1975 Стали смо на пола пута
- 1976 Она хоће твоје место
- 1976 Уморни су и свирачи
- 1976 Хтео сам да волим
- 1977 Издао сам самог себе
- 1978 Поново сам пред твојим вратима
- 1981 Ја не могу да те мрзим

Албуми
- 1978 Хитови
- 1981 Хитови
- 1983 Моје песме, моји снови
- 1985 Устај сине мајка зове
- 1986 Не иди грлом у јагоде
- 2002 То сам ја

## Фестивали
МЕСАМ:
- Нисам мали, '86